# Осип Цеткін
Осип Цеткін (фр : Ossip Zetkin; нар.. 1850, Одеса, Херсонська губернія, Російська імперія — пом.. 29 січня 1889, Париж, Франція) — німецький та російський революціонер й соціаліст. Чоловік Клари Цеткін.

## Біографія
Осип Цеткін народився 1850 року Одесі в єврейській родині. Активний учасник російського народницького руху. Через переслідування російською владою за політичні погляди переїхав до Лейпцига. Працював там столяром, приєднався до соціал-демократичного руху. Згодом увійшов до студентського гуртка, де познайомився з Кларою Айснер, яка пізніше стала відомою як Клара Цеткін.
1880 року під час зустрічі з соціалістами Августом Бебелем та Вільгельмом Лібкнехтом відповідно до антисоціалістичного закону Осип Центкін був заарештований та висланий з Лейпцига, як «проблемний іноземець».
У Парижі молода родина часто змінювала орендовані квартири, бо не мали постійної роботи: Осип публікував статті та нотатки в газетах лівої спрямованості, заробляв перекладами та викладанням іноземних мов, а Клара давала приватні уроки та прала білизну в багатих сім'ях. Але більшість часу сім'я Цеткін жили в крихітній квартирі на Монмартрі. Там же народилися двоє їхніх синів: Максим (1883—1965) та Костянтин (1885—1980).
Осип Цеткін зіграв важливу роль у підготовці першого конгресу Робітничого Інтернаціоналу в 1889 році. Того ж року він помер від туберкульозу.

## Родина
Дружина — відома революціонерка Клара Цеткін. Їх діти Максим (1883—1965) та Костянтин (1885—1980) були лікарями.

## Публікації
- Die barfüßige Bande: ein Beitrag zur Kenntniß der Lage der arbeitenden Klassen in Russland, 1885
- Der Sozialismus in Frankreich seit der Pariser Kommune, Берлін, 1889 р.
- Charakterköpfe aus der französischen Arbeiterbewegung, Берлін, 1892 р.